# Sant'Alessio morente
Il Sant'Alessio morente è dipinto olio su tela eseguito nel 1638 circa da Pietro da Cortona per la chiesa dei Girolamini di Napoli.

## Storia e descrizione
Il dipinto fu commissionato nel 1638 da Anna Colonna sposa di Taddeo Barberini, nipote di papa Urbano VIII e donato alla congregazione dell'oratorio di Napoli con reliquie e altri oggetti preziosi. La famiglia Barberini era particolarmente devota a sant'Alessio tanto che anche il teatro del loro palazzo fu inaugurato con un dramma sacro dedicato alla vita del santo, scritto da Giulio Rospigliosi con scenografie dello stesso Pietro da Cortona. Anna colonna era profondamente legata anche alla figura di san Filippo di cui possedeva una costola inserita in un reliquiario opera di Alessandro Algardi, donata poi all'Oratorio napoletano. Devono anche evidenziarsi i legami tra Pietro da Cortona e la famiglia Barberini e tra il pittore toscano e la Congregazione dell'Oratorio di Roma; Pietro aveva infatti affrescato dal 1633 al 1639 la galleria di palazzo Barberini e nel 1633 aveva lavorato anche alla Sacrestia della chiesa Nuova di Santa Maria della Vallicella a Roma, sede della comunità di San Filippo Neri per poi ritornarvi dal 1648 al 1665 per partecipare alla decorazione della chiesa.
Il quadro della chiesa dei Girolamini raffigura Sant'Alessio morente accolto dagli angeli mentre stringe tra le mani una lettera. Alessio era un nobile romano che visse tra IV e V secolo che lasciò la famiglia per vivere in penitenza e rinunce da pellegrino; in punto di morte ritornò dai suoi cari che lo riconobbero solo dopo, leggendo la lettera che il santo aveva loro indirizzato.
Pietro da Cortona, uno dei più importanti esponenti del barocco, rende la scena con colori caldi ed intensi e una pennellata vibrante che le dona un intimo senso di movimento, dimostrando di aver ben assimilato la lezione dei veneti, degli emiliani Carracci e Correggio e dei contemporanei Rubens e Bernini.
Il quadro fu posto in una cappella priva di patronato e terminata dai Padri Oratoriani in economia con decorazioni in legno e stucco ad imitazione del marmo. Mario Borrelli riporta la trascrizione di documenti relativi ad un contratto di concessione di patronato della cappella a Francesco Solimena da parte dei Padri Oratoriani, nel quale il pittore napoletano si impegnava ad abbellirla e a dipingere alcune sue opere; l'assenza dello stemma di famiglia e la presenza di scarni arredi lascia presumere che il contratto non venne più concluso o che fu risolto dalle parti.